# Capilla subterránea de Santa Inés
La capilla subterránea de Santa Inés (Santa Agnés en catalán) es una capilla situada en una cueva natural en las proximidades de sa Talaia de Sant Antoni, al lado de la carretera de Santa Inés de Corona, en el término municipal de San Antonio Abad, en la isla española de Ibiza.

## Descripción
Se trata de una cavidad natural subterránea con una planta irregular amplia y otras galerías más estrechas. En varios documentos del siglo XIV aparecen varios nombres para referirse a este lugar, y en la segunda mitad del siglo XIX, Luis Salvador de Austria lo citó en sus escritos como un espacio amplio con una fuente de agua donde se celebraban actos religiosos.
En el fondo de la cueva se venera una imagen muy antigua de la mártir romana Inés, y cuya procedencia solo se conoce por la tradición popular. A principios del siglo XX, Artur Pérez-Cabrero y otros compañeros hicieron una exploración arqueológica y comprobaron la existencia de una interesante construcción artificial, y se encontró una gran cantidad de cerámica de época musulmana. Algunos historiadores la consideran originalmente de carácter catacumbario y de época paleocristiana, mientas que otros piensan que se trataría de un culto cristiano de época musulmana.
Fue restaurada en 1981 y actualmente no se puede visitar. El 24 de abril de 1964 fue declarada Bien de interés cultural.